# Ростислав Володимирович (князь овруцький)
Ростислав Володимирович (? — після 1242) — син київського князя Володимира Рюриковича, овруцький князь у 1223—1235 роках (правив під час князювання його батька у Києві).
Двічі згадується у літописах: під 1234 роком, коли прибув від батька у Галич до Данила Галицького з дипломатичною місією, унаслідок чого той вирушив з походом на чернігівського князя Михайла Всеволодича, та під 1242 роком, коли прибув до того ж Данила у Холм. Про сім'ю Ростислава нічого не відомо, але існує імовірність, що пороський князь Юрій, згаданий у 1289 році як васал волинського князя Мстислава Даниловича, є його сином.